# Gorica, Puconci
Górica (tudi Gorca; madžarsko Halmosfő) je gručasta in deloma obcestna vas v Občini Puconci, ter sedež Krajevne skupnosti Gorica.

## Lega
Leži na Ravenskem, ob asfaltirani cesti Puconci–Brezovci, ki se v Brezovcih priključi asfaltirani cesti Černelavci - Zenkovci.
V sredini vasi v križišču na levo cesta vodi v Polano. Pred zadnjo hišo proti Brezovcem pa se odcepi na desno proti Gornji Gorici in Šalamencem in proti Langu. Nekatere hiše so naslonjene na breg terase, ki se širi severno od tod. Na njej so glavne njivske površine v Trebeži in zaselku Gornja Górica - 4 hiše, ki ji domačini pravijo Céline. Tu teče tudi potok Gruba, ki pa je večinoma brez vode. Gornja Górica je v smeri Šalamencev. Na desno proti Puconcem pa je domačija, ki je na zemljevidu označena kot Lang - 2 hiši. Poleg domačije Lang je bila še Balerova hišica. Tu je tudi največja nadmorska višina v Gorici: 226 m. Kraj je oddaljen od Murske Sobote okrog 6 km. Sredi vasi je tudi naravni izvir vode.
Vasi na katere meji Gorica so: Predanovci, Šalamenci, Vaneča, Puconci in Polana.

## Krajevna dejavnost

### Kmetijstvo
Največ ljudi se še ukvarja s kmetijstvom. Zemlja (prst) je na severu ilovnato - peščena, na jugu pa lapornato - peščena. Glavne poljščine so pšenica, ječmen, hibridna koruza, krmne rastline, rž, sladkorna pesa. Sadijo tudi krompir, večinoma za svoje potrebe in  buče iz katerih semena potem dobijo tako čislano bučno olje. Sadno drevje je po vrtovih, sadje pa porabijo doma. Okrog hiš so brajde. Na južni strani so travniki, njive in zaplate listnatnega gozda.

### Društvena dejavnost
V Gasilsko - vaškem domu, ki je bil zgrajen leta 1957 je razen sejne sobe tudi dvorana z odrom. V letu 2013 je bil uradno predan namenu nov objekt na nogometnem igrišču s slačilnicami in nadstreškom za prireditve. V podstrešnih prostorih objekta je mladinska soba in večnamenski prostor. 
Bogato lovsko področje pripada lovski družini Dolina. 
Društva:
- Sekcija žena,
- Klub malega nogometa Izvir,
- Mladinsko društvo Gorica,
- Prostovoljno gasilsko društvo Gorica
- Na Gorici ima tudi pristajalno stezo in pomožni objekt  društvo motornih padalcev »ŠTRK«,  kjer le ti trenirajo.

Obrti:
- mizarstvo
- avtoprevozništvo
- slikarstvo
- strojne usluge
- izvajanje elektro instalacijskih del
- gostinstvo
- čebelarstvo
- lov

Pomurske mlekarne imajo v vasi tudi zbiralnico mleka.

### Prireditve
- Borovo gostüvanje leta 1956, 1966 in 1988

## Organizacija dela nekoč
Nekoč je za glavna letna opravila na kmetih, kjer se je rabila tuja pomoč navadno gospodar naredil pameten in preudaren načrt v naprej. 
Za vsako opravilo je določil sod vina, ki je moral do takrat ostani »zapečaten«. Največji opravek je bila vsekakor mlačva. Pred samim delom smo s kolesi pripeljali v pletenkah iz Radenec ali okoliških vrelcev slatino, ki se je dolivala vinu za špricer. Gospodinje pa so za pomoč v kuhinji poklicale sosede in sorodnike, ki so si ob takih velikih in odgovornih delih medsebojno pomagali. 
Vse za pripravo jedi je večinoma bilo pridelano in skrmljeno doma - pri večjih kmetih so zaklali tudi svinjo, razen govedine, ki se je takrat kupila v mesnicah. Prekmurci bi rekli: »Nišče se je nej dau doj poglednoti«. (Nihče ni hotel biti manj vreden - mišljeno na ponujeno jed in pijačo). Ob zaključku posameznih večjih del pa so si tudi v družini privoščili malo boljšo pojedino, temu se je v Prekmurju reklo »odomaš« - zaključek dela.
Zdaj je sorta buč golica, katere ni treba lupiti. V preteklosti pa so se ob večerih zbrali in seme lupili. Tradicionalno je bilo, da so gospodinje ob koncu ponudile v domači peči pečen kruh in jabolka. Razen pogovora je ob delu zadonela lepa domača pesem, včasih tudi madžarska, ker glasba oz. pesem pač ne pozna meja - in prav je tako, če pa je bil v vasi muzikant so pa ob koncu tudi zapleslali.  
Zbirali so se tudi ob t. i. čèsanju perja, tu pa večinoma ženske, moški so prišli le kartat. To je bilo smukanje kokošjega in zelo cenjenega gosjega perja, ki so ga potem uporabili za posteljino, ki je bila povsem doma sešita. Posteljino iz boljšega perja so potem namenili kot doto ob porokah. 
Nekdaj so sejali tudi proso in ajdo, ki sta na žalost izginili iz setvenega kolobarja; pred tem pa sta bila na poljih zelo važna tudi lan in konoplja iz katerih so doma izdelovali platno in postopek izdelovanja tega tone v pozabo.
Prikaz teh opravil, na srečo obujajo nekatere vasi v turistične namene - veliko pripomorejo k temu turistična društva, ki so po mnogih vaseh v Prekmurju.

## Zgodovina vasi
Ime Gorica se prvič pojavi leta 1365 kot Guricha. Leta 1366 kot Goricha in dystrictu Sancti Martini. (Gorica v župniji sv. Martina Martjanci). Leta 1499 pa kot Gorycza. Pisni viri omenjajo vas že leta 1500, še iz časov reformacije. Takrat je bila vas večinoma evangeličanska. Leta 1698 je imela Goricza 70 prebivalcev. Danes pa v vasi živijo tako evangeličani kot katoličani, prav tako vaščani binkoštne vere. Ta raznolikost in pestrost ljudi ne razdvaja, ampak jih združuje, tako za časa življenja kot po smrti, saj imajo vsi svoj zadnji počitek na skupnem pokopališču.
V madžarski revoluciji (1848) so se trije slovenski vojaki borili iz Gorice: Peter Bezek, Janoš Mörec ter Matjaš Celak.
Domneva se da je Gorica dobila ime po vinskih goricah, ki bi se naj nahajale severno od glavne ceste. Vas je imela tekom zgodovine isto usodo kot ostale sosednje vasi. Za časa madžarske okupacije je vas dobila madžarsko ime Halmosfö in vaščani so se bili prisiljeni učiti madžarski jezik. Spomladi leta 1945 so v vas prišli Rusi in skoraj ni bilo hiše, kjer nebi bili nastanjeni.
Po drugi svetovni vojni se je vas začela počasi razvijati. Kmalu se je napeljala elektrika, zgrajeno je bilo telefonsko omrežje, v vasi pa je tudi kabelska televizija in vodovod.  
Vaščani so s prostovoljnim delom, prispevki in samoprispevki zgradili vaško gasilski dom in asfaltirali cesto skozi vas. Nekaj časa je bila v vasi tudi zadružna trgovina v hiši Drvaričevih, kjer je bila tudi gostilna. 
Vas je imela včasih več domače obrti kot so: kovač, mizar, šivilja, tesarski mojster, krojač, čevljar in tkalko Lido, ki je tkala domače platno iz konopljevih vlaken.

## Pomembne osebe rojene v Gorici
V Gorici se je rodil Karel Flisar pionir gasilstva. Vse od mladih nog je deloval od rojstnega kraja Gorice, do Murske Sobote in Ljubljane tako uspešno, neutrudno in predano za največje ideale, da bi pomagal človeku v nesreči. Med drugim je bil član predsedstva Gasilske zveze Slovenije. Njegovo najpomembnejše delo je bilo izobraževanje gasilskih kadrov, pridobivanje mladih, pa tudi žensk v gasilske vrste. V njegov spomin je vsako četrto leto Gasilski memorial Karla Flisarja v domači vasi.

## O vodnem izviru v Gorici
Sredi vasi je naravni izvir. Od tod so menda nekdaj napeljali vodo po lesenih ceveh v soboški grad. Na fotografiji (desno) je betonirano zajetje, iz katerega teče voda. Nad cevjo je napis v madžarščini Halmosfö 1906, kar bi naj pomenilo Gorica 1906. Od cevi dalje se vidi betonirano podolgovato korito, ki je služilo za pranje posteljnine, perila, oblačil in ponjav. Ta del za pranje so imenovali Mlaka. Vse kar so prali je bilo iz doma narejenega platna - iz lanu in konoplje. Mlaka pa ni bila namenjena samo pranju; od tu so nosili vodo za kuhanje in na njivo v pütrah, v katerih je ostala dalj časa hladna.
Pravo renesanso je doživel Izvir leta 1935, ko so ga ne le obnovili, ampak tudi razširili. Po še eni cevi so vodo speljali do »koponje«, ki je bila pri cesti Puconci - Brezovci, kjer so napajali krave, ki so bile bodisi na paši ali na njivi. Takrat smo jih še uporabljali kot vprego za oranje, vlačenje in seveda za prevoz pridelkov in drugega. Vode se je lahko napil tudi vsak mimoidoči. V novi Mlaki so še naprej prali. Leta 1968 je bil na Gorici speljan vaški vodovod. Dočakali smo tudi novo čudo tehnike - pralni stroj. Ta je sčasoma naredil Mlaki veliko konkurenco. Perice so jo vse redkeje obiskovale. Če je Mlaka izgubila perice, pa se k Izviru pripelje vedno več ljudi, ki vozijo vodo domov, ker pravijo, da je zelo dobra in zdrava; poleti pa se ustavijo tudi kolesarji, ki Izvir poznajo in se pri njem odžejajo. Takšen je torej  gorički Izvir. Njegovo ime nosi tudi KMN Gorica.